# متعدد اليوريا

متعدد اليوريا أو البولي يوريا هو نوع من البوليمرات المرنة المشتقة من تفاعل مادة من الإيزوسيانات ومزيج من راتنج صناعي في عملية بلمرة بالنمو الخطوي. يُمكن أن يكون الإيزوسيان في هذا التفاعل ذو طبيعة عطرية أو أليفاتية.

## الاستخدام
متعدد اليوريا ومتعدد اليوريثان هي بوليمرات مشتركة تُستخدم في صناعة الإسباندكس الذي تم اختراعه عام 1959. 
كما أصبح متعدد اليوريا الخيار طويل الأجل المفضل للقوارب الصغيرة أو الزوارق. فيتم استبدال البطانة التي كان تُصنع تقليديُا من الأسفلت بطبقات من متعدد اليوريا، حيث أن متعدد اليوريا له مميزات كثيرة منها عدم الحاجة إلى إعادة التبطين به كل 3 إلى 4 سنوات، فعلى الأغلب أن طبقات متعدد اليوريا يصل عمرها إلى ما بين 25 إلى 30 سنة.